# Douglas Adams
Douglas Noël Adams (Cambridge, 11 maart 1952 – Santa Barbara, 11 mei 2001) was een Brits schrijver van sciencefictionboeken.

## Levensloop
Adams werd geboren in Cambridge als zoon van Christopher Adams (1927-1985) en Janet Donovan (1927-2016). Hij ging in Essex naar school (Brentwood Prep school) en studeerde in Cambridge op St John's College, waar hij zonder succes bij de bekende studententheatergroep Footlights, broedplaats van televisietalent, probeerde te komen. Hij heeft een groot aantal banen gehad, waaronder ziekenhuisbode, schoonmaker, lijfwacht, radioproducent en scriptredacteur van Doctor Who Ook heeft hij met Graham Chapman van Monty Python samengewerkt en wordt hij in de credits van een van de afleveringen daarvan vermeld.
Hij is het bekendst geworden door zijn hoorspel en boek The Hitchhiker's Guide to the Galaxy (HHGTTG), in het Nederlands uitgebracht als Het transgalactisch liftershandboek (1980). Van HHGTTG is een interactief computerspel verschenen in 1984. Later heeft Adams meegewerkt aan de computerspellen Bureaucracy en Starship Titanic. Hiervan is ook een boek verschenen. Dit werd geschreven door Terry Jones, aangezien Adams te weinig tijd had naast het werk aan het computerspel. Eerder had de Amerikaanse schrijver Robert Sheckley een boek opgeleverd, maar dit werd door Adams en de uitgever niet goed genoeg bevonden.
Adams had de reputatie erg moeilijk een boek af te kunnen maken. Misschien dat daarom zijn boeken vrij veel bewerkingen en referenties naar eerder werk bevatten. Adams op zijn best kenmerkt zich door een levendige stijl met vele onverwachte wendingen, absurde plots, subtiele satire met name op de Californische hippie-levensstijl, en een totale minachting voor de logica en fysica van het dagelijks leven. Adams-fans hebben een heel jargon aan zijn boeken ontleend.

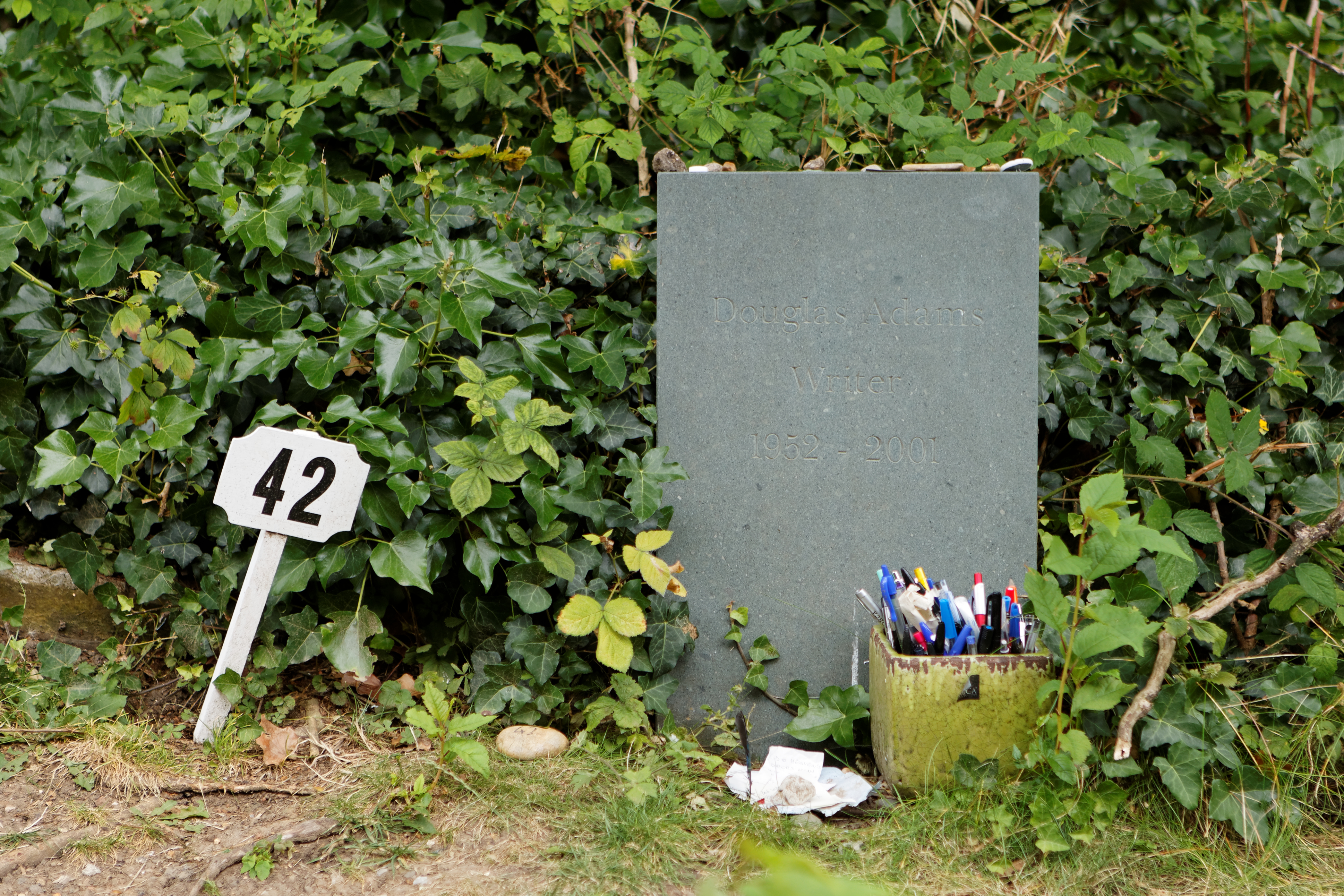
Graf op Highgate Cemetery

Adams was vanaf 1991 getrouwd met de advocate Jane Belson en had een dochter (geboren in 1994). Hij overleed in 2001 op 49-jarige leeftijd aan een hartaanval tijdens een work-out in een sportschool in Santa Barbara.

## Vrienden
Adams was bevriend met onder anderen Pink Floyd-gitarist David Gilmour, de komiek en schrijver Stephen Fry en de bioloog Richard Dawkins, net als Adams een prominent atheïst. Op zijn verjaardag in 1994 speelde hij, als verjaardagscadeau van Gilmour, gitaar op een Pink Floyd-concert.

## Apple Macintosh
Adams ontdekte een prototype van de eerste Apple Macintosh bij een bezoek aan het Infocom-kantoor in Boston in 1983 en bleef sindsdien tot zijn dood een gepassioneerd Mac-fan (een voorliefde die hij deelde met Stephen Fry). Op het laatste forumbericht dat hij op zijn site schreef vermeldde Adams zijn prille (en ultieme) ervaringen met Mac OS X. Hij omschreef de belofte van dit besturingssysteem als "awesome...", wat ook het laatste woord was dat hij op zijn website schreef.

## Hommage

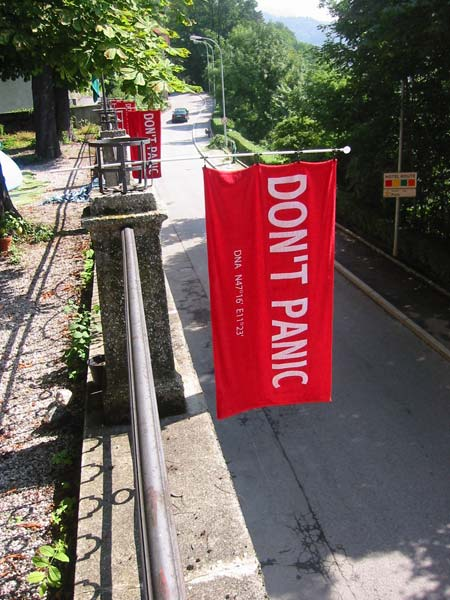
Towel Day in Innsbruck: handdoeken met zeefdruk als eerbetoon aan Douglas Adams. Naast de woorden 'DON'T PANIC' staan de gps-gegevens van de stad Innsbruck, waar hij op het idee kwam voor The Hitchhiker's Guide to the Galaxy.

Twee dagen voor het overlijden van Adams maakte het Minor Planet Center de naam bekend van planetoïde 18610 Arthurdent. In 2005 werd de planetoïde 25924 Douglasadams naar hem vernoemd.
Sinds zijn dood is 25 mei elk jaar Towel Day, als hommage aan de Guide. Het is de bedoeling dat men de gehele dag met een handdoek binnen handbereik rondloopt; een verwijzing naar HHGTTG, waarin een goede lifter "altijd weet waar zijn handdoek is".
De 'Douglas Adams Memorial Lecture' is een lezingenreeks die jaarlijks wordt gehouden ter ere van Adams. De lezing wordt sinds 2003 elk jaar gehouden ter ondersteuning van liefdadigheidsinstellingen op milieugebied, zoals 'Save the Rhino International', met onderwerpen variërend van wetenschap tot verkenning, natuurbehoud en komedie. Het evenement wordt traditioneel gehouden rond de verjaardag van Adams op 11 maart en vindt plaats in de Royal Geographical Society.
De eerste SpaceX Falcon Heavy-raketlancering gebruikte een Tesla Roadster als testlading, waarin de woorden DON'T PANIC! getoond worden. Dit is een verwijzing naar de omslag van The Hitchhiker's Guide to the Galaxy, waarop dezelfde woorden staan. In het dashboardkastje van de auto lag een exemplaar van het boek en een handdoek, ook een voorwerp uit de roman.

## Televisieprogramma's
- Doctor Who-afleveringen The Pirate Planet (1978), Shada (1979) en City of Death (1979, co-schrijver)
- Hyperland (1990); pre-web BBC-documentaire over hypertext en multimedia; interviews met o.a. Ted Nelson en met Doctor Who's Tom Baker als een "software agent"

## Computerspellen (mede geschreven door Adams zelf)
- The Hitchhiker's Guide to the Galaxy (1984, Infocom)
- Bureaucracy (1987, Infocom)
- Starship Titanic (1998, The Digital Village)